# DMC World DJ Championships
DMC Word DJ Champion Shipは、1985年に設立されたDisco Mix Club（DMC）が毎年開催しているDJの世界大会である。

## 歴史
各DJは6分間のルーティンを披露する（シングル部門の場合）。
第一回大会はロンドンのヒッポドロームで開催され、イギリスのDJ Roger Johnsonが優勝した。1992年から1994年にはDJ Qbertが3連覇を果たした。  2017年にはDMCのアメリカ予選でDJ Perlyが女性として初めてアメリカ代表となり、同年の世界大会でも女性最高位となる4位となった。
2020年と2021年は新型コロナウイルスの拡大により初めての完全なオンラインでの開催となった。

### ディスコ・ミックス・クラブ（DMC）
1983年、トニー・プリンスによってプロのDJや愛好家たちをターゲットとしたミックスレーベルとしてDisco Mix Clubが設立された。その後、「DJが同業者に対して自分のスキルを試す」ためとしてDMC World DJ Championshipsが始まった。

### 歴代の優勝者
シングル部門
- 1985 - Roger Johnson aka RJ Scratch (イギリス)
- 1986 - DJ Cheese (アメリカ)
- 1987 - Chad Jackson (イギリス)
- 1988 - DJ Cash Money (アメリカ)
- 1989 - Cutmaster Swift (イギリス）
- 1990 - DJ David (ドイツ)
- 1991 - DJ David (ドイツ)
- 1992 - The Rocksteady DJs (アメリカ)
- 1993 & 1994 - The Dream Team (アメリカ)
- 1995 - DJ Rock Raida (アメリカ)
- 1996 - DJ Noize (デンマーク)
- 1997 - A-Trak (カナダ)
- 1998 - DJ Craze (アメリカ)
- 1999 - DJ Craze (アメリカ)
- 2000 - DJ Craze (アメリカ
- 2001 - DJ Plus One (イギリス)
- 2002 - DJ Kentaro (日本)
- 2003 - DJ Dopey (カナダ)
- 2004 - ie.Merg (アメリカ)
- 2005 - ie.Merg (アメリカ)
- 2006 - DJ Netik (フランス)
- 2007 - DJ Rafik (ドイツ)
- 2008 - DJ Fly (フランス)
- 2009 - DJ Shiftee (アメリカ)
- 2010 - DJ LigOne (フランス)
- 2011 - Chris Karns aka DJ Vajra (アメリカ)
- 2012 - DJ Izoh (日本)
- 2013 - DJ Fly (フランス)
- 2014 - Mr. Switch (イギリス)
- 2015 - DJ Vekked (カナダ)
- 2016 - DJ Yuto (日本)
- 2017 - DJ Rena (日本)
- 2018 - DJ Skillz (フランス)
- 2019 - DJ Skillz (フランス)
- 2020 - DJ Skillz (フランス)
- 2021 - JFB (アメリカ)
- 2022 - DJ K-Swizz (ニュージーランド)
- 2023 - DJ K-Swizz (ニュージーランド)
- 2024 - DJ Fly (フランス)